# Bas kitarist
Bas kitaristi so glasbeniki, ki igrajo električno ali akustično bas kitaro.
Tehnike igranja basa vključujejo uporabo prstov (najbolj razširjeno), trzalice, tapping, hammer-oni, pull-offi...
Splošno najbolj znani basisti so npr. John Entwistle (The Who), Cliff Burton (Metallica), Paul McCartney (The Beatles), Geddy Lee (Rush), John Paul Jones (Led Zeppelin)...

## Zgodovina
Leta 1951 je Leo Fender izumil nadomestek za kontrabas  – električno bas kitaro. Poimenoval jo je Fender Precision Bass, ker je imela prečke in je bila bolj precizna kot kontrabas. Leta 1951 je ta model dobil končno podobo, kot jo ima še danes. Leta 1961 je nastal Fender Jazz Bass, ki je prinesel novost: dva J-magneta. Leta 1964 je prišel na tržišče prvi kratkovratni Fender Mustang Bass, ki je imel kar deset centimetrov krajše strune kot standardni modeli (namesto 87 je imel 77 cm). Leta 1965 je Leo Fender prodal tovarno Fender in ustanovil Music Man, kar je tudi ime nove kultne bas kitare – narejene v manjših serijah, a boljše, kot je Fender. Ko govorimo o bas kitarah 60ih in 70ih, velja omeniti tudi model Rickenbacker 4001. Z začetkom 80ih je sicer začel izginjati z odrov, a se v zadnjem času vrača. Bas kitaristi pa še vedno prisegajo na Fender in Music Man

## Tehnika igranja
Leva roka ima podobno tehniko, kot je pri igranju solo kitare: zaporedno štiriprstno. Desna roka je odvisna od stila in zvrsti. Bas kitarist lahko igra s prsti desne roke (z dvema ali s tremi – ubiranje) ali pa s trzalico (gor/dol, dol/gor, dol/dol, gor/gor). Je pa še ena tehnika za funky stil, ki se imenuje »slepanje«: s palcem desne roke tolčemo navznoter v ubiralko E in A struno, s sredincem desne roke pa pulimo navzven D in G struno.

## Uglasitev
Štiristrunska bas kitara ima uglasitev (od debele proti tanki struni) E, A, D in G. Petstrunka ima zgoraj dodano debelo H struno (H, E, A, D in G) ali spodaj dodano struno C (primer Steve Swallow). Šeststrunka ima standardne štiri na sredini, na vsako stran pa ima dodano eno debelo H in eno tanko C struno. So pa šeststrunke iz 60ih let imele kitarsko uglasitev (E, A, D, G, H in E).